# Coleophora maghrebina
Coleophora maghrebina é uma espécie de mariposa do gênero Coleophora pertencente à família Coleophoridae.